# Rozella czarnogłowa
Rozella czarnogłowa (Barnardius zonarius) – gatunek średniej wielkości ptaka z rodziny papug wschodnich (Psittaculidae). Występuje w Australii. Nie jest zagrożony wyginięciem.

## Taksonomia
Po raz pierwszy gatunek opisał George Shaw w 1805. Nowemu gatunkowi nadał nazwę Psittacus zonarius. Holotyp pochodził z Port Lincoln (Australia Południowa). Obecnie (2020) Międzynarodowy Komitet Ornitologiczny (IOC) umieszcza gatunek w monotypowym rodzaju Barnardius. Wyróżnia 5 podgatunków; najnowszy opisano w 2016. Autorzy Handbook of the Birds of the World wydzielili podgatunki macgillivrayi i barnardi oraz nieuznawany obecnie podgatunek whitei do osobnego gatunku Barnardius barnardi. Badania genetyczne i analiza morfologii wykazała, że nie ma mocnych dowodów na słuszność wyróżniania więcej niż jednego gatunku z dwoma podgatunkami.

## Podgatunki i zasięg występowania
IOC wyróżnia następujące podgatunki:
- rozella czerwonoczelna[4] (B. z. barnardi) (Vigors & Horsfield, 1827) – południowo-wschodnia Australia
- B. z. parkeri Forshaw & Joseph, 2016 – północno-wschodnia Australia Południowa, południowo-zachodni Queensland
- rozella modrolica[4] (B. z. macgillivrayi) (North, 1900) – wschodnie Terytorium Północne po północno-zachodni Queensland
- rozella półobrożna[4] (B. z. semitorquatus) (Quoy & Gaimard, 1832) – południowo-zachodnia Australia Zachodnia
- rozella czarnogłowa[4] (B. z. zonarius) (Shaw, 1805) – zachodnio-centralna i południowo-centralna Australia Zachodnia po zachodnią i centralną Australię Południową[6]; na wschód od południka 120°E[9]

## Morfologia

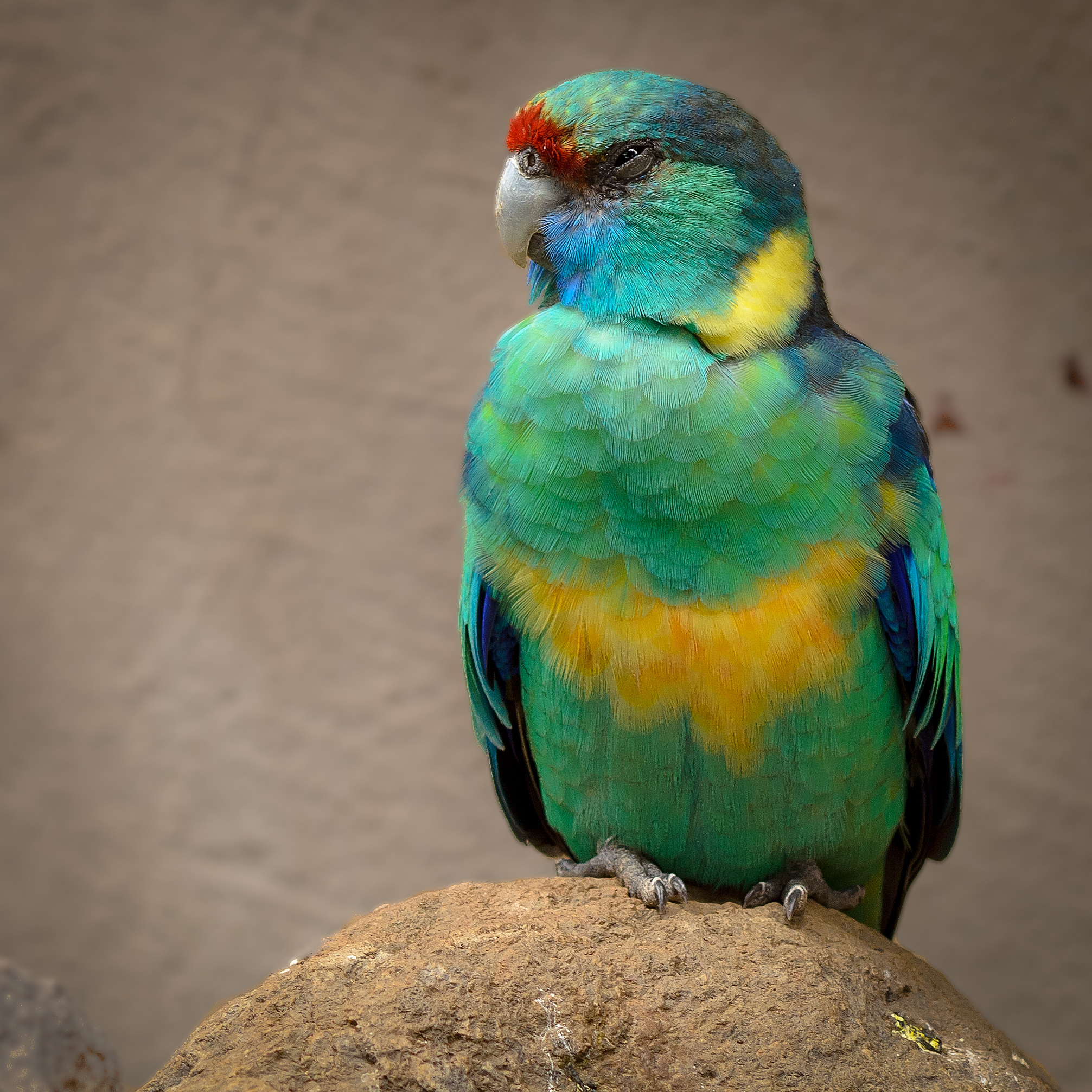
Rozella czerwonoczelna (B. z. barnardi)

Długość ciała wynosi 32–44 cm; masa ciała 105–200 g (różna u przedstawicieli różnych podgatunków). Długość skrzydła wynosi 168–185 mm, długość ogona 157–218 mm, długość dzioba 17–22 mm, długość skoku 20–24 mm.
Opis dotyczy ptaków podgatunku nominatywnego. Głowa czarnobrązowa. Policzki, niższa część gardła i pokryw usznych pokryta niebieskimi plamkami. Z tyłu szyi widoczna jaskrawożółta półobroża. Grzbiet ciemnozielony, na obrzeżach piór występują wąskie ciemniejsze krawędzie. Kuper jest nieco zieleńszy i bardziej połyskliwy. Zewnętrzne pokrywy skrzydłowe średnie jaskrawe, żółtozielone, wewnętrzne bardziej zielone. Zgięcie skrzydła turkusowe. Pokrywy pierwszorzędowe ciemnobrązowe, chorągiewki zewnętrzne ciemnoniebieskie. Lotki I rzędu czarniawe, na chorągiewkach zewnętrznych widać silną emarginację. Chorągiewki zewnętrzne niebieskie, ku końcowi kolor przechodzi w szaroniebieski. Spód skrzydła czarniawy z niebieskoturkusowymi pokrywami podskrzydłowymi. Pierś ciemnozielona z ciemnymi krawędziami piór. Niższa część brzucha zielona z żółtym nalotem. Pokrywy podskrzydłowe żółtozielone. Środkowe sterówki ciemnozielone, kolor stopniowo przechodzi w ciemnoniebieski; zewnętrzne jasnoniebieskie z ciemnymi nasadami i białymi końcówkami. Dziób jasnoszary, tęczówka brązowa, nogi szare.

## Ekologia i zachowanie
Środowiskiem życia rozelli czarnogłowych są różnorodne siedliska, między innymi nadrzeczne zarośla eukaliptusów kamaldulskich (Eucalyptus camaldulensis), malee, otwarte zadrzewienia eukaliptusów, obszary upraw, pustynne zakrzewienia i obszary podmiejskie. Rozelle półobrożne (B. z. semitorquatus) mają bardziej sprecyzowane wymagania co do środowiska. Preferują wysokie nadbrzeżne zadrzewienia, szczególnie Corymbia calophylla. Rozelle czarnogłowe tworzą silne więzi. Zwykle spotykane są w grupach rodzinnych lub małych grupach liczących do 8 osobników. Najbardziej aktywne są rano i wieczorem; są głośne. Żywią się nektarem, pąkami, nasionami, owocami, owadami i ich larwami. Często odwiedzają uprawy zbóż i sady; wykopują również cebulki Romulea rosea.

### Lęgi
Przedstawiciele podgatunku nominatywnego w centralnej i południowej części zasięgu gniazdują od sierpnia do lutego (jeden albo dwa lęgi), w północnej części zasięgu od czerwca do września. Gniazda mieszczą się w dziuplach, które wyściełane są wiórami. Zniesienie liczy 4–7 jaj. Inkubacja twa około 19 dni; samica opuszcza gniazdo tylko celem żerowania lub zostania nakarmioną przez samca. Przez pierwszy tydzień życia piskląt karmi je wyłącznie matka, później do obowiązków dołącza ojciec. Młode opuszczają gniazdo blisko 4 tygodnie później.

## Status
IUCN uznaje rozellę czarnogłową za gatunek najmniejszej troski (LC, Least Concern) nieprzerwanie od 1994. BirdLife International uznaje trend populacji za wzrostowy.